# Haus der Zukunft (Mehrgenerationenhaus)

Blick auf das Haus der Zukunft in Bremen Lüssum-Bockhorn. Ausgezeichnet mit dem BDA-Preis Bremen 1998

Das Haus der Zukunft  ist ein Mehrgenerationenhaus und Quartierzentrum im Bremer Ortsteil Lüssum-Bockhorn. Es ist das einzige dieser Art im Land Bremen. Träger ist die Petri & Eichen, Diakonische Kinder- und Jugendhilfe Bremen gemeinnützige GmbH.

## Das Haus der Zukunft als Mehrgenerationenhaus

### Struktur
Das Haus der Zukunft ist auf dem Gelände der ansässigen evangelisch-lutherischen Kirchengemeinde entstanden. Im November 2006 wurde es vom Bundesministerium für Familie, Senioren, Frauen und Jugend in das „Aktionsprogramm Mehrgenerationenhäuser“ aufgenommen und wird auch weiterhin als Mehrgenerationenhaus vom Bundesministerium gefördert. Das umliegende Quartier wurde vom Bundesministerium für Verkehr, Bau und Stadtentwicklung in den Förderplan für Stadtentwicklung aufgenommen.
Das Mehrgenerationenhaus Bremen wurde am 3. April 2007 von Bundesministerin Ursula von der Leyen eröffnet. Es ist ein Verbundprojekt, in dem das Haus der Zukunft e. V. (dazu gehören das Quartiersmanagement für die Programme WiN, Soziale Stadt und Stärken vor Ort, das Haus der Familie, der Elternverein für psychomotorische Entwicklungsförderung EPSYMO und die frühe Elternberatung SWIMMY) mit der gegenüberliegenden ev. Kindertagesstätte und dem ev. Gemeindezentrum miteinander kooperieren.
Der ehemalige Präsident des Senats und Bürgermeister der Freien Hansestadt Bremen Jens Böhrnsen ist Pate des Hauses der Zukunft. Das von den Architekten Helmut Rabien und Ulrich Helpertz vom Bauamt Bremen-Nord entworfene Gebäude wurde mit dem BDA-Preis Bremen 1998 ausgezeichnet. Die Leiterin der Einrichtung wurde 2008 mit dem Bundesverdienstkreuz für ihre Arbeit im Haus der Zukunft ausgezeichnet.

### Angebote / Dienstleistungen

#### Beschäftigungsangebote
„Arbeitsgelegenheiten nach AGH-E (Entgeltvariante)“ werden geboten:
Zum einen wird durch das „Küchenprojekt“ wohnortnahe Beschäftigung und Qualifizierung im hauswirtschaftlichen Bereich angeboten. Die Teilnehmer sind oftmals Mütter aus der Kindertagesstätte, denen durch das Küchenprojekt einen (Wieder-)Einstieg in den Beruf ermöglicht werden soll und die durch dieses Projekt etwas über Gesundheit und Ernährung lernen sowie die Vereinbarkeit von Familie und Beruf erproben.
Das zweite Projekt heißt „Frauenwerkstatt / Stadtteilkulturarbeit“ in dem eine Arbeitsgelegenheit nach AGH-E zur Verfügung steht. In der „Internationalen Frauenwerkstatt Lüssum“ gibt es eine Nähwerkstatt und einen Raum, in dem gebastelt, gemalt oder ähnlich kreativ gearbeitet werden kann. Die Aufgaben für die Beschäftigten umfassen das gemeinsame Handarbeiten und Handwerken mit Frauen aus dem Quartier und auch die Unterstützung bzw. Anleitung der Besucherinnen bei verschiedenen Tätigkeiten.

#### Beratung
Im Haus der Zukunft gibt es eine „Frühe Elternberatungsstelle“, Beratung für Migranten und Familien türkischer Herkunft in Fragen der Erziehung und Entwicklung von Kindern. Neben Problemen in Familie und Erziehung werden auch Hilfestellungen in den Bereichen Kindergarten und Schule angeboten. Ebenfalls wird durch die Arbeitslosen- und Sozialberatung Hilfestellung bei Fragen zu Arbeitslosengeld und bei Ämterangelegenheiten gewährleistet. Darüber hinaus werden Seminare zur Erhöhung der Beschäftigungsfähigkeit durchgeführt.

#### Generationenübergreifende Angebote
Um den Austausch und Dialog der Generationen zu fördern, bietet das Haus der Zukunft verschiedene gemeinsame Aktivitäten (z. B. Bewegungs- und Bildungsangebote, Ausflüge, Frühstückstreffs usw.) für junge und alte Menschen an.

## Das Haus der Zukunft als Verein

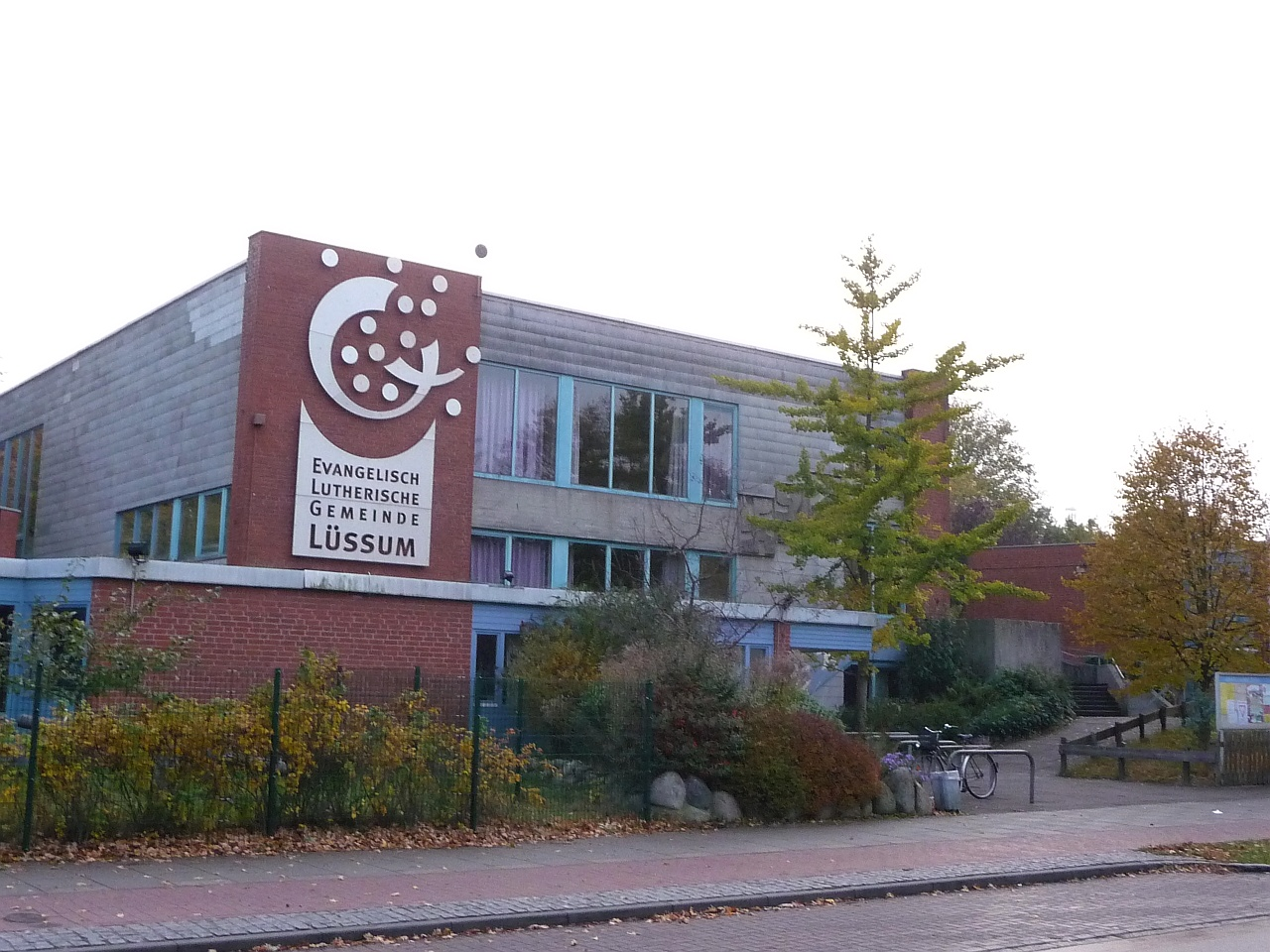
Blick auf die kooperierende und benachbarte ev.-luth. Kirchengemeinde Bremen-Lüssum. Es handelt sich hierbei um kein Kirchengebäude, sondern um ein größeres Gemeindezentrum in Form eines Mehrzweckgebäudes. Architekt: Carsten Schröck

Der Verein Haus der Zukunft e. V. wurde von Bürgern des Stadtteils und von im Stadtteil tätigen Fachkräften im Jahr 1991 gegründet. Er hatte insgesamt rund 30 Mitglieder. Im Verein waren fast alle im Haus aktiven Initiativen und Einrichtungen sowie die Ev.-luth. Kirchengemeinde Lüssum vertreten. Auch der Vorstand setzte sich entsprechend zusammen. Der Vorstand koordinierte und gestaltet die Arbeit des Quartierszentrums. Den Vorsitz hatte die Quartiersmanagerin inne, und sie trägt damit auch die rechtliche und finanzielle Verantwortung. Der Verein hat sich im Jahr 1993 einem Wohlfahrtsverband angeschlossen und war seitdem Mitglied im Diakonischen Werk in der Bremer Diakonie. Er war vom Finanzamt als gemeinnützig anerkannt. Der Verein Haus der Zukunft e. V. übernahm für Projekte der Bewohneraktivierung oftmals die Trägerschaft und arbeitet auch aufgrund der Vereinsstruktur eng mit dem Quartiermanagement zusammen. Der Verein war Herausgeber von Schriften.
Zum 1. Januar 2025 ist der Verein mit der Petri & Eichen, Diakonische Kinder- und Jugendhilfe Bremen gemeinnützige GmbH verschmolzen.

## Zitat
„Das Haus ist [...] Verbundprojekt und Netzwerk verschiedener Kooperationspartner. Es versteht sich als Drehscheibe für die an den Lebenslagen der Bewohner des Stadtteils orientierten Angebote, wie soziale Dienstleistungen, Erziehungs- und Familienberatung, Gesundheitsförderung sowie Qualifizierungs- und Beschäftigungsprojekte.“ Ingelore Rosenkötter